# بخش بوادا
بخش بوادا (به لاتین: Buada District) یک بخش در نائورو است. بخش بوادا ۲٫۶ کیلومتر مربع مساحت و ۷۳۹ نفر جمعیت دارد و ۲۰ متر بالاتر از سطح دریا واقع شده‌است.